# ローラースライダー

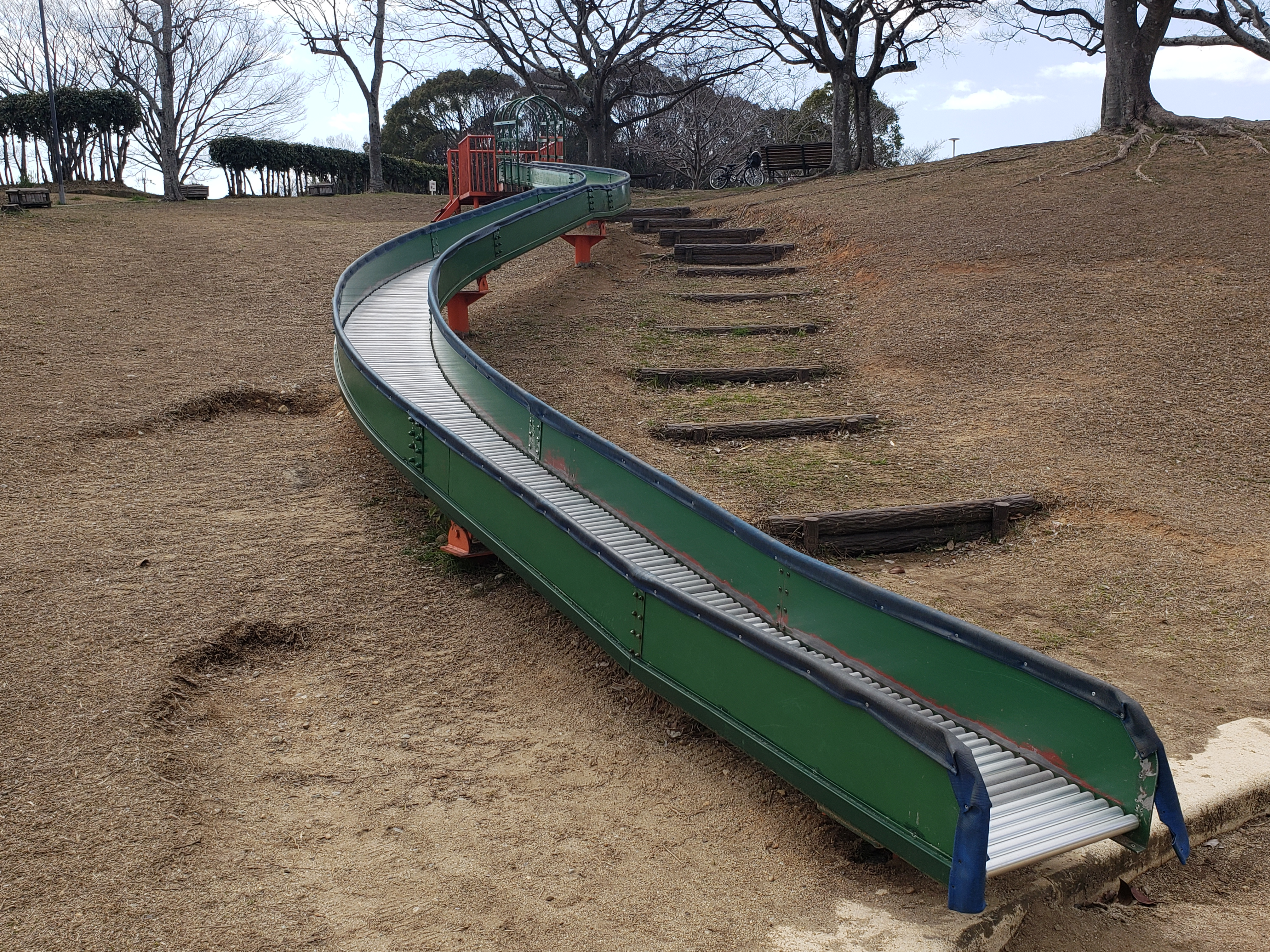
北山公園（兵庫県加古川市）

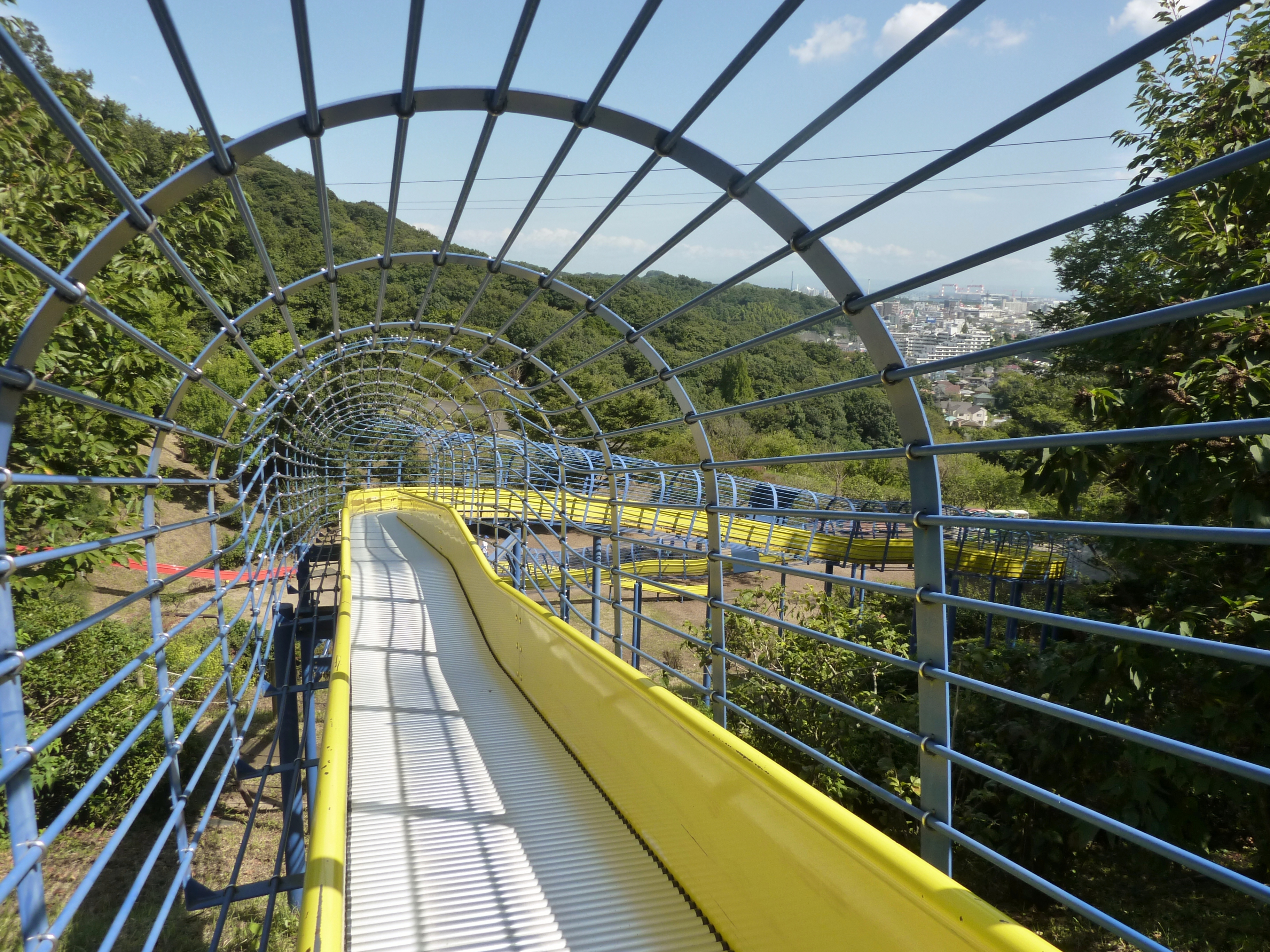
金沢自然公園（神奈川県横浜市金沢区）

ローラースライダーは遊具、床面をローラーにしたすべり台の一種。公園などに設置されている。ローラーすべり台とも呼ばれる。

## 概要
すべり台の中でも長いものが多い。日本国内最長390メートルから、小さいものでは10メートル程度まで様々な大きさがある。山の斜面を利用した高低差があるものも見られる。
形状はウォータースライダーに近い。床面はそろばんのようにローラーが並んでいる。カーブがあるものも見られる。斜面などに設置されている場合、地面から高さがあることがあり、転落防止用のガードや柵、トンネルカバーなどが装備されていることがある。
ローラーが当たり尻が痛くなる場合があるため、専用のマット、ボード、シート、ビート板などを貸し出す場所もある。段ボールを敷いて滑るケースもある。プラスチックのボードの利用はローラーを痛めるため、またスピードが出るため利用を禁止している場所もある。

## ローラーコースター
しばしばローラーコースターと書かれ混用されるが、ローラーコースターの英語本来の意味は和製英語でいう「ジェットコースター」のことである。

## 設置例
- 日本サイクルスポーツセンター（静岡県） - 全長300メートル高低差40メートル、有料[1]。
- 蜂ヶ峯総合公園（山口県） - 全長255メートル、有料[2][3]。
- 多可町余暇村公園（兵庫県） - 全長253メートル、無料、「妙見スカイローラー」[4][3]。
- 丹波山水源公園（山梨県） - 全長247メートル、高低差42メートル、有料[5]。
- 青梅市花木園（東京都） - 全長211メートル、無料[6]。
- おにっ子ランド（鳥取県）- 全長211メートル、高低差45メートル、無料[7]。
- 仙元山見晴らしの丘公園（埼玉県） - 全長203メートル、有料[8]。
- 直川憩の森公園（大分県） - 全長203メートル、有料[9]。
- わんぱく王国（大阪府） - 全長200メートル、無料「ローラーエクスプレス」[10]。
- 高取山公園（佐賀県） - 全長200メートル（非ローラー部分含む）、有料[11]。
- 丸山総合公園 (加西市)（兵庫県） - 全長197メートルと155メートル、無料[12]「加西のジェットコースター[13]」。
- 山田かかしの里（栃木県） - 全長144メートル、無料（マット有料）[14]。
- 加茂山公園（新潟県） - 全長144メートル、高低差32メートル、2022年9月にリニューアル[15]。
- とらまる公園（香川県） - 全長12メートル[16]。

### 利用中止

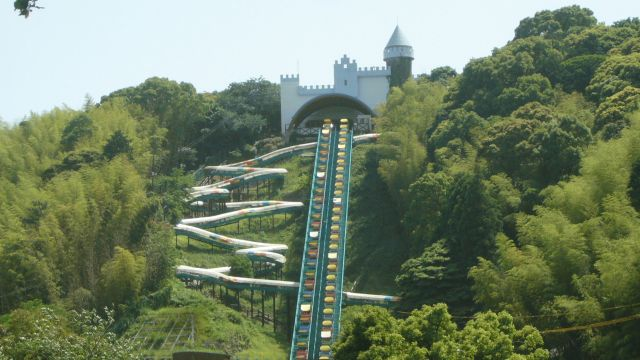
日本平動物園（2007年撮影）

- 日本平動物園（静岡県） - 全長390メートル、有料。2022年の令和4年台風第15号により一部崩落。2024年現在、全長150メートルと130メートルにて再開[17][3]。
- 赤城ふれあいの森（群馬県） - 全長380メートル、2017年老朽化のため[18]。
- 中央運動公園 (美咲町)（岡山県） - 全長200メートル以上、2021年3月老朽化のため使用中止、その後撤去[19]。